# キミノウタ (abingdon boys schoolの曲)
「キミノウタ」は、abingdon boys schoolの7作目のシングル。2009年8月26日発売。発売元は、エピックレコードジャパン。

## 解説
- フジテレビ系「ノイタミナ」枠アニメ『東京マグニチュード8.0』オープニング・テーマ。
- カップリング「STEALTH-零号式JAP-」は前シングル曲「JAP」の原型となった曲で「JAP」発表前ライブで幾度か演奏されている。
- 初回生産限定盤は、「キミノウタ」レコーディングドキュメント映像が収録されたDVDが付属。通常盤は、初回仕様としてスペシャルライオンステッカーが封入。
- 店頭オリジナル購入特典として、先着でオリジナル文房具が進呈される。文具の種類は対象店舗により異なる。全て集めるとa.b.s.スペシャル文房具セットが完成。
  - HMV - a.b.s.スペシャルペンケース
  - 新星堂 - a.b.s.スペシャル定規
  - TOWER RECORDS - a.b.s.スペシャル消しゴム
  - TSUTAYA - a.b.s.スペシャルポストイット
  - 他対象店舗 - a.b.s.スペシャル鉛筆

## 収録曲
全曲　作詞：西川貴教　作曲：柴崎浩　編曲：abingdon boys school
1. キミノウタ
フジテレビ系「ノイタミナ」枠アニメ『東京マグニチュード8.0』オープニングテーマ。
『東京マグニチュード8.0』の脚本・ストーリー展開などを反映して制作された。
ミュージック・ビデオにも地震を思わせる演出が含まれている。
2. STEALTH-零号式JAP-
ボーカルのみ2009年の録音。伴奏は2008年録音のものをミキシング。

## 収録アルバム
- アニメ「東京マグニチュード8.0」オリジナルサウンドトラック（#1）
- Teaching Materials（#1）
- ABINGDON ROAD（#1）

## 参加ミュージシャン
- SASSY（HIGH and MIGHTY COLOR）：ドラム（#1）
- IKUO：ベース（#1）

STEALTH-零号式JAP-についてはクレジットを確認できる資料がないため不明。